# Klein Zecher
Klein Zecher é um município da Alemanha, distrito de Lauenburg, estado de Schleswig-Holstein.